# Colombiaans kampioenschap wielrennen

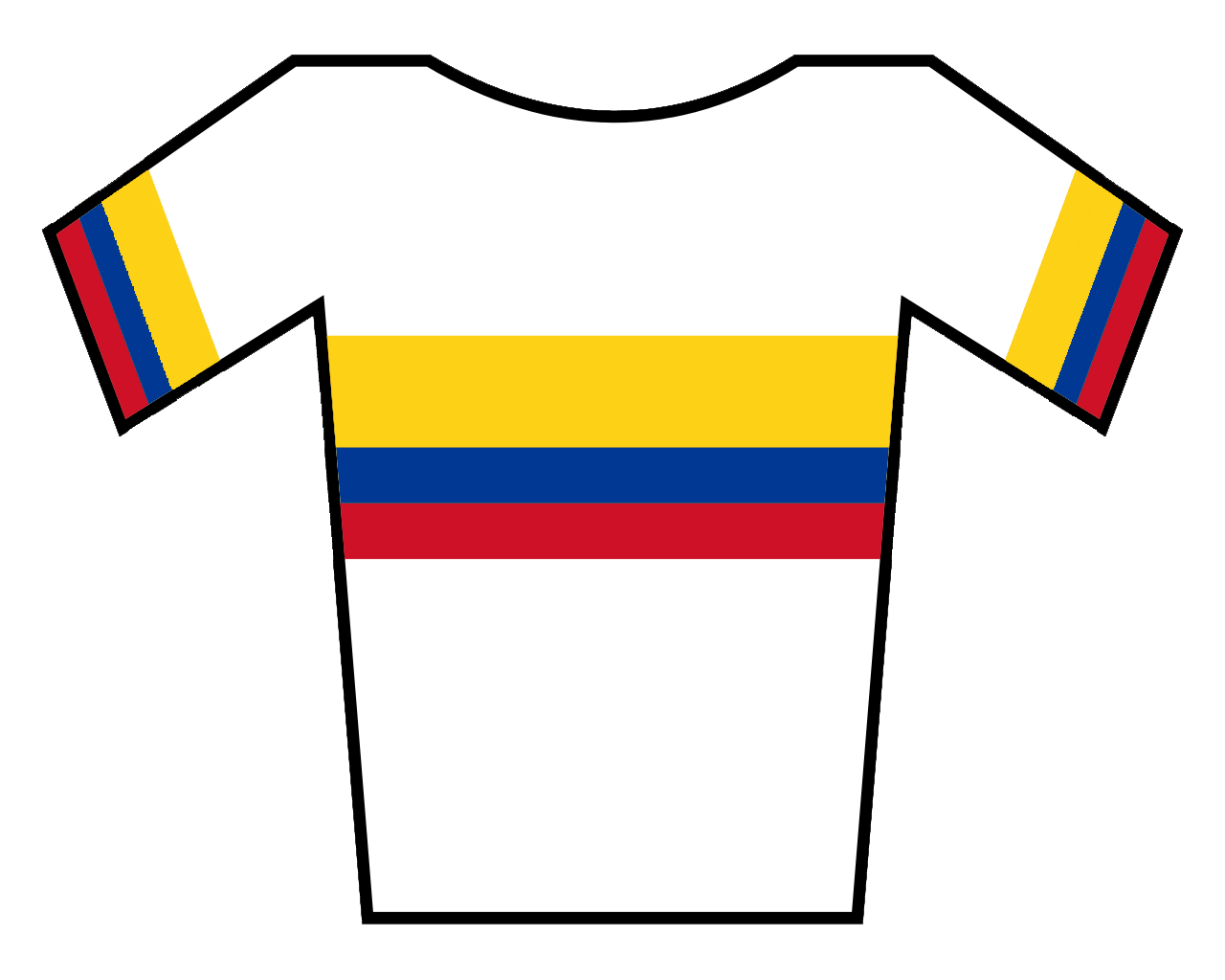
De Colombiaanse kampioenentrui

Het Colombiaans kampioenschap wielrennen op de weg is in de vier onderdelen wegwedstrijd en individuele tijdrit bij zowel de mannen als de vrouwen een jaarlijkse georganiseerde wielerwedstrijd waarin door renners van 23 jaar en ouder en/of lid van een professioneel wielerteam om de nationale titel van Colombia wordt gestreden. De kampioen mag een jaar lang rijden in een trui met de vlag van Colombia in de categorie waarin de trui is behaald.
De wegwedstrijd voor de mannen werd in 1946 voor het eerst georganiseerd, de tijdrit in 1995.

## Mannen

### Wegwedstrijd

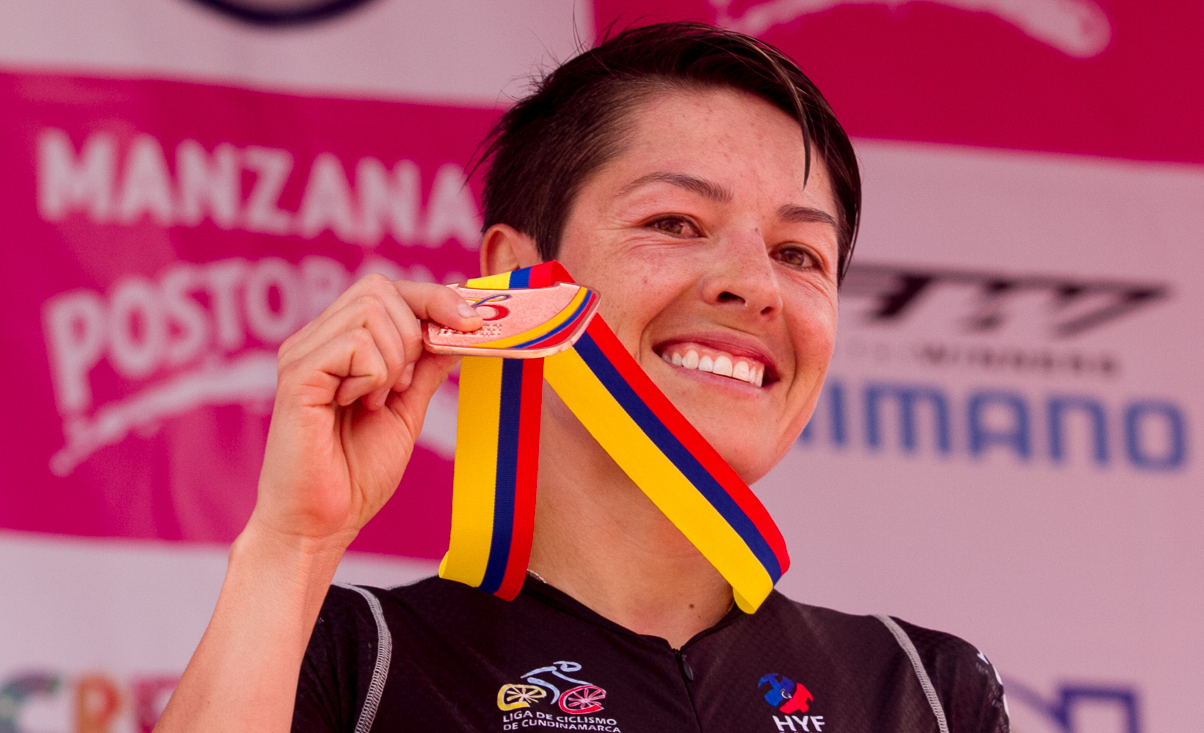
Winnares Luz Adriana Tovar in 2016.

| Jaar | Goud                      | Zilver                 | Brons                   |
| ---- | ------------------------- | ---------------------- | ----------------------- |
| 1946 | Jaime Gómez               |                        |                         |
| 1947 | Óscar Salinas             | Alfonso González       | Luis Ortíz              |
| 1948 | Luis Galo Chiriboga       | Óscar Salinas          | Benjamín Jiménez        |
|      |                           |                        |                         |
| 1950 | Efraín Forero             | Efraín Rozo            | Gilberto Cuevas         |
|      |                           |                        |                         |
| 1952 | Ernesto Gallego           | Efraín Forero          | Octavio Echeverry       |
| 1953 | Efraín Forero             | Fabio León             | Pedro Bernal            |
| 1954 | Efraín Forero             | Benjamín Jiménez       | Héctor Mesa             |
| 1955 | Jorge Luque               | Carlos Gil             | Efraín Forero           |
| 1956 | Fabio León Calle          | Pablo Hurtado          | Jaime Villegas          |
| 1957 | Hernán Medina             | Héctor Mesa Monsalve   | Carlos Montoya          |
| 1958 | Efraín Forero             | Diego Calero           | Humberto Gravina        |
| 1959 | Antonio Ambrosio          | Octavio Olarte         | Rubén Darío Gómez       |
| 1960 | Aureliano Gallón          | Mario Escobar          | Hernán Herrón           |
| 1961 | Mario Escobar             | Aureliano Gallón       | Hernán Herrón           |
| 1962 | Antonio Ambrosio          | Roberto Buitrago       | Martín Emilio Rodríguez |
| 1963 | Gabriel Halaix Buitrago   | Carlos Siabatto        | Mario Escobar           |
| 1964 | Pablo Hernández           | Gustavo Rincón         | Antonio Forero          |
| 1965 | Martín Emilio Rodríguez   | Pablo Hernández        | Severo Hernández        |
| 1966 | Aníbal Ricardo            | Jaime Galeano          | Severo Hernández        |
| 1967 | Luis Alfonso Galvis       | Álvaro Pachón          | Miguel Samacá           |
| 1968 | Jairo Grijalba            | Miguel Samacá          | Luis Hernán Díaz        |
| 1969 | Augusto Estrada           | Álvaro Pachón          | Albeiro Mejia           |
| 1970 | Álvaro Pachón             | Rubén Darío Gómez      | Carlos Campaña          |
| 1971 | Abraham Domínguez         | Fernando Cruz          | Juan de Dios Morales    |
| 1972 | Arturo Matamoros          | Jorge González         | Álvaro Pachón           |
| 1973 | Luis Hernán Díaz          | José de Jesús Vargas   | Miguel Guerrero         |
| 1974 | Fabio Navarro             | Carlos Campaña         | José Patrocinio Jiménez |
| 1975 | Hector Julio Mayorga      | Óscar Giraldo          | Abelardo Ríos           |
| 1976 | Luis Enrique Murillo      | Abelardo Ríos          | Jaime Galeano           |
| 1977 | Abelardo Ríos             | Alfonso Flórez         | Luis Carlos Manrique    |
| 1978 | Juan de Dios Morales      | Luis Carlos Manrique   | Jorge González          |
| 1979 | Julio Alberto Rubiano     | Juan de Dios Morales   | Luis Carlos Manrique    |
|      |                           |                        |                         |
| 1981 | Carlos Mario Jaramillo    | Rafael Tolosa          | Óscar Iván Carvajal     |
| 1982 | Germán Marín              | José Chalapud          | Ángel Ramírez           |
| 1983 | Álvaro Lozano             | Óscar Iván Carvajal    | José Plácido Arias      |
| 1984 | Néstor Mora               | Luis Carlos Manrique   | Antonio Agudelo         |
| 1985 | Fabio Parra               | Reynel Montoya         | Jorge León Otalvaro     |
| 1986 | Abelardo Rondón           | Israel Corredor        | Reynel Montoya          |
| 1987 | Reynel Montoya            | Javier Ignacio Montoya | Manuel Cárdenas         |
| 1988 | Reynel Montoya            | Martín Alonso Ramírez  | Víctor Hugo Olarte      |
| 1989 | Reynel Montoya            | Henry Cárdenas         | Álvaro Mejía            |
| 1990 | William Pulido            | Óscar de Jesús Vargas  | Álvaro Lozano           |
| 1991 | Jorge León Otalvaro       | Juan Carlos Arias      | Víctor Hugo Olarte      |
| 1992 | Jorge León Otalvaro       | Luis Edgar Espinosa    | Alfonso Alayón          |
| 1993 | Federico Muñoz            | Javier Zapata          | Néstor Mora             |
| 1994 | Luis Alberto González     | Javier Zapata          | Héctor Iván Palacio     |
| 1995 | Efraim Rico               | Celio Roncancio        | Óscar de Jesús Vargas   |
| 1996 | Celio Roncancio           | Javier Zapata          | Álvaro Lozano           |
| 1997 | José Joaquín Castelblanco | Raúl Gómez             | César Goyeneche         |
| 1998 | Johny Ruiz                | Hernán Darío Muñoz     | Heberth Gutierrez       |
| 1999 | César Goyeneche           | Hernán Darío Muñoz     | Ruben Marín             |
| 2000 | Héctor Valenzuela         | Israel Ochoa           | Álvaro Lozano           |
| 2001 | Daniel Rincón             | Ismael Sarmiento       | Alejandro Cortés        |
| 2002 | John Freddy García        | John Fredy Parra       | Elder Herrera           |
| 2003 | Elder Herrera             | Hugo Ferney Osorio     | Herbert Gutiérrez       |
| 2004 | Israel Ochoa              | Graciano Fonseca       | Oved Yesid Ramírez      |
| 2005 | Walter Pedraza            | Herbert Gutiérrez      | Luis Felipe Laverde     |
| 2006 | Alejandro Cortés          | Mauricio Casas         | John Freddy García      |
| 2007 | Fidel Chacón              | John Fredy Parra       | Andrés Miguel Díaz      |
| 2008 | Darwin Atapuma            | Israel Ochoa           | Walter Pedraza          |
| 2009 | Óscar Álvarez             | Juan Pablo Wilches     | Diego Calderón          |
| 2010 | Félix Cárdenas            | Edison Calderon        | Stiven Ortiz            |
| 2011 | Weimar Roldán             | Carlos Ospina          | Camilo Ulloa            |
| 2012 | Félix Cárdenas            | Brayan Ramírez         | Darwin Atapuma          |
| 2013 | Walter Pedraza            | Jonathan Paredes       | Andrés Miguel Díaz      |
| 2014 | Miguel Ángel Rubiano      | Winner Anacona         | Juan Pablo Suárez       |
| 2015 | Robinson Chalapud         | Daniel Jaramillo       | Jeffry Romero           |
| 2016 | Edwin Ávila               | Sergio Henao           | Cayetano Sarmiento      |
| 2017 | Sergio Henao              | Jarlinson Pantano      | Óscar Quiroz            |
| 2018 | Sergio Henao              | Óscar Quiroz           | Diego Ochoa             |
| 2019 | Óscar Quiroz              | Juan Felipe Osorio     | José Serpa              |
| 2020 | Sergio Higuita            | Egan Bernal            | Daniel Martínez         |
| 2021 | Cala Aristóbulo           | Marco Tulio Suesca     | Luis Miguel Martinez    |
| 2022 | Sergio Higuita            | Yeison Rincón          | Esteban Chaves          |
| 2023 | Esteban Chaves            | Daniel Martínez        | Nairo Quintana          |
| 2024 | Alejandro Osorio          | Sergio Higuita         | Egan Bernal             |
| 2025 | Egan Bernal               | Diego Andrés Camargo   | Kevin David Castillo    |

### Tijdrit

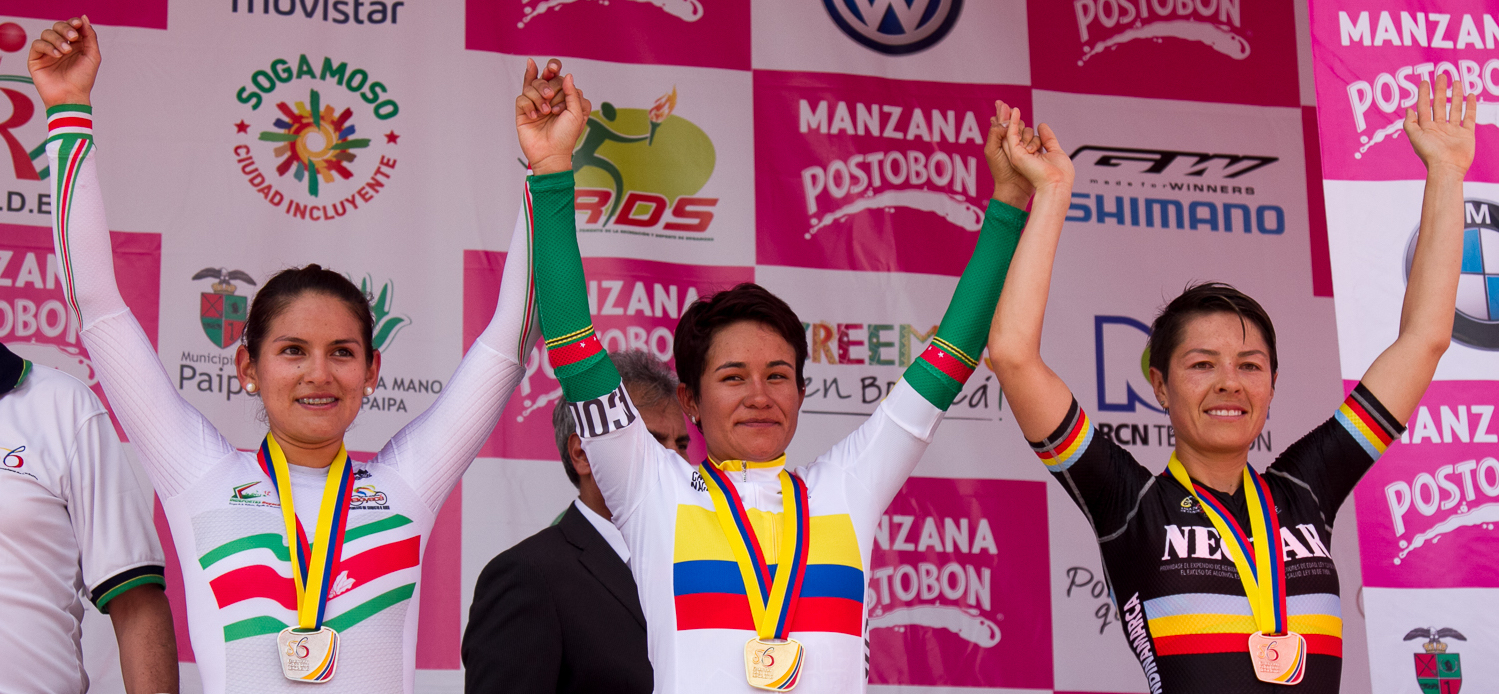
Podium van de tijdrit in 2016

| Jaar | Goud                  | Zilver                   | Brons                 |
| ---- | --------------------- | ------------------------ | --------------------- |
| 1994 | Luis Alberto Gonzalez | Javier Zapata            | Hector Palacio        |
| 1995 | Raúl Montaña          | Celio Roncancio          | Luis Alberto Gonzalez |
| 1996 | Marlon Pérez          | Johnny Daniel Leal       | Vladimir González     |
| 1997 | Víctor Hugo Peña      | Carlos Alberto Contreras | Javier Zapata         |
| 1998 | Raúl Montaña          | Julio Ernesto Bernal     | Israel Ochoa          |
| 1999 | Marlon Pérez          | Javier Zapata            | Jairo Hernández       |
| 2000 | Israel Ochoa          | Álvaro Lozano            | Raúl Montaña          |
| 2001 | Marlon Pérez          | Johnny Daniel Leal       | Vladimir González     |
| 2002 | Johnny Daniel Leal    | Marlon Pérez             | José Serpa            |
| 2003 | Héberth Gutiérrez     | José Serpa               | Israel Ochoa          |
| 2004 | Israel Ochoa          | Libardo Niño             | Jairo Hernández       |
| 2005 | Iván Parra            | Javier Zapata            | José Serpa            |
| 2006 | Libardo Niño          | José Serpa               | Mauricio Neisa        |
| 2007 | Santiago Botero       | Rigoberto Urán           | Israel Ochoa          |
| 2008 | Israel Ochoa          | Iván Parra               | Fabio Duarte          |
| 2009 | Santiago Botero       | Juan Carlos López        | Javier Zapata         |
| 2010 | Carlos Ospina         | Rafael Infantino         | Víctor Hugo Peña      |
| 2011 | Iván Casas            | Wilson Marentes          | Juan Carlos López     |
| 2012 | Iván Casas            | Marlon Pérez             | Jaime Suaza           |
| 2013 | Carlos Ospina         | Iván Casas               | Jaime Suaza           |
| 2014 | Pedro Herrera         | Omar Mendoza             | Víctor Hugo Peña      |
| 2015 | Rigoberto Urán        | Rafael Infantino         | Hernando Bohorquez    |
| 2016 | Walter Vargas         | Brayan Ramírez           | Juan Pablo Rendón     |
| 2017 | Jarlinson Pantano     | Rodrigo Contreras        | Walter Vargas         |
| 2018 | Egan Bernal           | Daniel Martínez          | Walter Vargas         |
| 2019 | Daniel Martínez       | Miguel Ángel López       | Egan Bernal           |
| 2020 | Daniel Martínez       | Nairo Quintana           | Egan Bernal           |
| 2021 | Walter Vargas         | Diego Andrés Camargo     | Andrés Ardila         |
| 2022 | Daniel Martínez       | Esteban Chaves           | Diego Andres Camargo  |
| 2023 | Miguel Ángel López    | Walter Vargas            | Rodrigo Contreras     |
| 2024 | Daniel Martínez       | Brandon Rivera           | Rodrigo Contreras     |
| 2025 | Egan Bernal           | Walter Vargas            | Brandon Rivera        |

## Vrouwen

### Wegwedstrijd
| Jaar | Goud                     | Zilver                      | Brons                  |
| ---- | ------------------------ | --------------------------- | ---------------------- |
| 1987 | Adriana Muriel           | Luz Stella Araque           | Rosa María Aponte      |
| 1988 | Adriana Muriel           | Doris Patricia Fonseca      | Marta Luz López        |
| 1989 | Adriana Muriel           | Rosa Angélica Maya          | Ángela Gómez           |
| 1990 | Adriana Muriel           | Nelly Alba Amado            | Rosa María Aponte      |
| 1991 | Adriana Muriel           | Analida Cartagena           | Rosa Angélica Maya     |
|      |                          |                             |                        |
| 1998 | Ana Betancur             | Nohora López                | Analida Cartagena      |
| 1999 | Ana Paola Madriñán       | Flor Marina Delgadillo      | Analida Cartagena      |
| 2000 | Flor Marina Delgadillo   | Martha López                | María Elvira Vega      |
| 2001 | Flor Marina Delgadillo   | Martha López                | Magda Cubides          |
| 2002 | Nancy Casallas           | Flor Marina Delgadillo      | Ana Paola Madriñán     |
| 2003 | Ana Paola Madriñán       | Flor Marina Delgadillo      | Millerlandy Agudelo    |
| 2004 | Ana Paola Madriñán       | Mónica Méndez               | Marcela Cadena         |
|      |                          |                             |                        |
| 2006 | Magdaly Trujillo         | Laura Lozano                | Monica Méndez          |
| 2007 | Sandra Gomez             | Maria Calle                 | Magdaly Trujillo       |
| 2008 | Ana Paola Madriñán       | Lorena Vargas               | Flor Marina Delgadillo |
| 2009 | Leidy Salazar            | Lorena Vargas               | Laura Lozano           |
| 2010 | Viviana Velasquez        | Ana Sanabria                | Laura Lozano           |
| 2011 | Viviana Velasquez        | Jenny Colmenares            | Maritza Ceballos       |
| 2012 | Lorena Vargas            | Henny Rubio                 | Ana Sanabria           |
| 2013 | Lorena Vargas            | Andreina Rivera             | Claudia Castaños       |
| 2014 | Valentina Paniagua       | Diana Peñuela               | Laura Lozano           |
| 2015 | Leidy Natalia Muñoz Ruiz | Diana Peñuela               | Ana Sanabria           |
| 2016 | Luz Adriana Tovar        | Liliana Moreno              | Laura Lozano           |
| 2017 | Luisa Naranjo            | Diana Peñuela               | Lorena Vargas          |
| 2018 | Kathrin Montoya          | Milena Salcedo              | Laura Lozano           |
| 2019 | Liliana Moreno           | Jessica Parra               | Estefania Herrera      |
| 2020 | Maria Catalina Gomez     | Jeniffer Alejandra Medellin | Jeimy Beltran          |
| 2021 | Yeny Lorena Colmenares   | Paula Andrea Patiño         | Diana Peñuela          |
| 2022 | Diana Peñuela            | Yeny Lorena Colmenares      | Andrea Alzate          |
| 2023 | Diana Peñuela            | Paula Andrea Patiño         | Lina Mabel Rojas       |
| 2024 | Paula Patiño             | Diana Peñuela               | Jessenia Meneses       |
| 2025 | Juliana Londoño          | Diana Peñuela               | Paula Patiño           |

### Tijdrit
| Jaar | Goud                   | Zilver                 | Brons                  |
| ---- | ---------------------- | ---------------------- | ---------------------- |
| 1998 | Ana Betancur           | Sandra Gomez           | Lucila Rodriguez       |
| 1999 | Ana Paola Madriñán     | Flor Marina Delgadillo | Analida Cartagena      |
|      |                        |                        |                        |
| 2001 | Flor Marina Delgadillo | Martha López           | Nancy Casallas         |
| 2002 | Maria Calle            | Sandra Gomez           | Ana Paola Madriñán     |
| 2003 | Sandra Gomez           | Ana Paola Madriñán     | Natalia Meija          |
|      |                        |                        |                        |
| 2006 | Monica Méndez          | Diana Agudelo          | Laura Lozano           |
| 2007 | Maria Calle            | Monica Méndez          | Laura Lozano           |
| 2008 | Ana Paola Madriñán     | Lorena Vargas          | Maria Calle            |
| 2009 | Ana Paola Madriñán     | Lorena Vargas          | Serika Gulumá          |
| 2010 | Ana Paola Madriñán     | Luz Adriana Tovar      | Diana Agudelo          |
| 2011 | Maria Calle            | Lorena Vargas          | Laura Lozano           |
| 2012 | Maria Calle            | Laura Lozano           | Luz Adriana Tovar      |
| 2013 | Serika Gulumá          | Luz Adriana Tovar      | Lorena Vargas          |
| 2014 | Serika Gulumá          | Maria Calle            | Andreina Rivera        |
| 2015 | Ana Sanabria           | Serika Gulumá          | Laura Buriticá         |
| 2016 | Ana Sanabria           | Serika Gulumá          | Luz Adriana Tovar      |
| 2017 | Ana Sanabria           | Luz Adriana Tovar      | Laura Lozano           |
| 2018 | Serika Gulumá          | Estefanía Herrera      | Rocio Parrado          |
| 2019 | Serika Gulumá          | Ana Sanabria           | Estefanía Herrera      |
| 2020 | Ana Sanabria           | Diana Peñuela          | Camila Andrea Valbuena |
| 2021 | Serika Gulumá          | Ana Sanabria           | Ana Fagua              |
| 2022 | Lina Marcela Hernández | Yesi Tatiana Dueñas    | Camila Andrea Valbuena |
| 2023 | Lina Marcela Hernández | Diana Peñuela          | Ana Sanabria           |
| 2024 | Diana Peñuela          | Karen Villamizar       | Ana Sanabria           |
| 2025 | Diana Peñuela          | Karen Villamizar       | Paula Patiño           |